# Box Hill (miejscowość w Surrey)
Box Hill – wieś w Anglii, w hrabstwie Surrey. Leży 8,2 km od miasta Redhill, 20 km od miasta Guildford i 32,3 km od Londynu. W 2015 miejscowość liczyła 1361 mieszkańców.